# Proviantboot

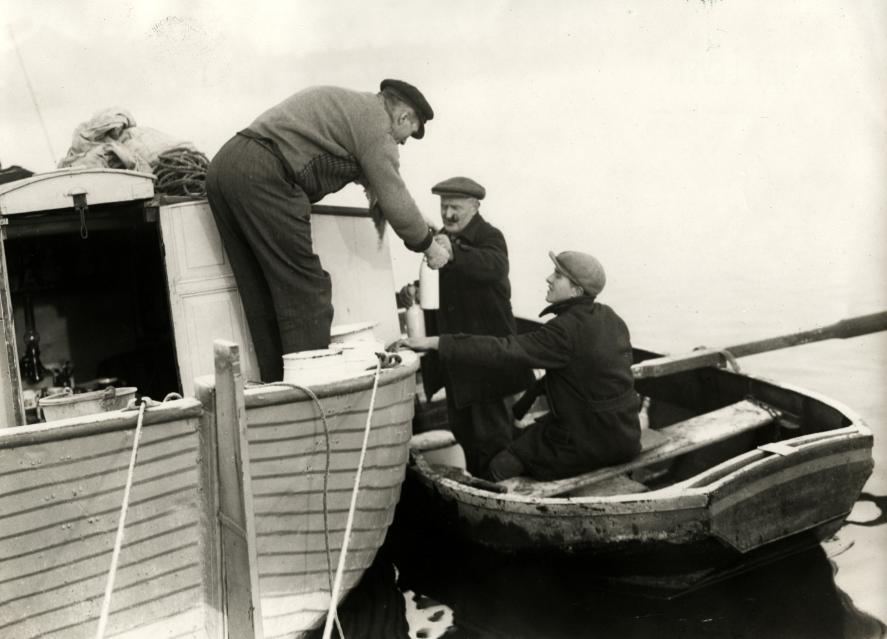
Parlevinker. Milchmann bringt Milch an Bord eines Schiffes. Foto 1930.

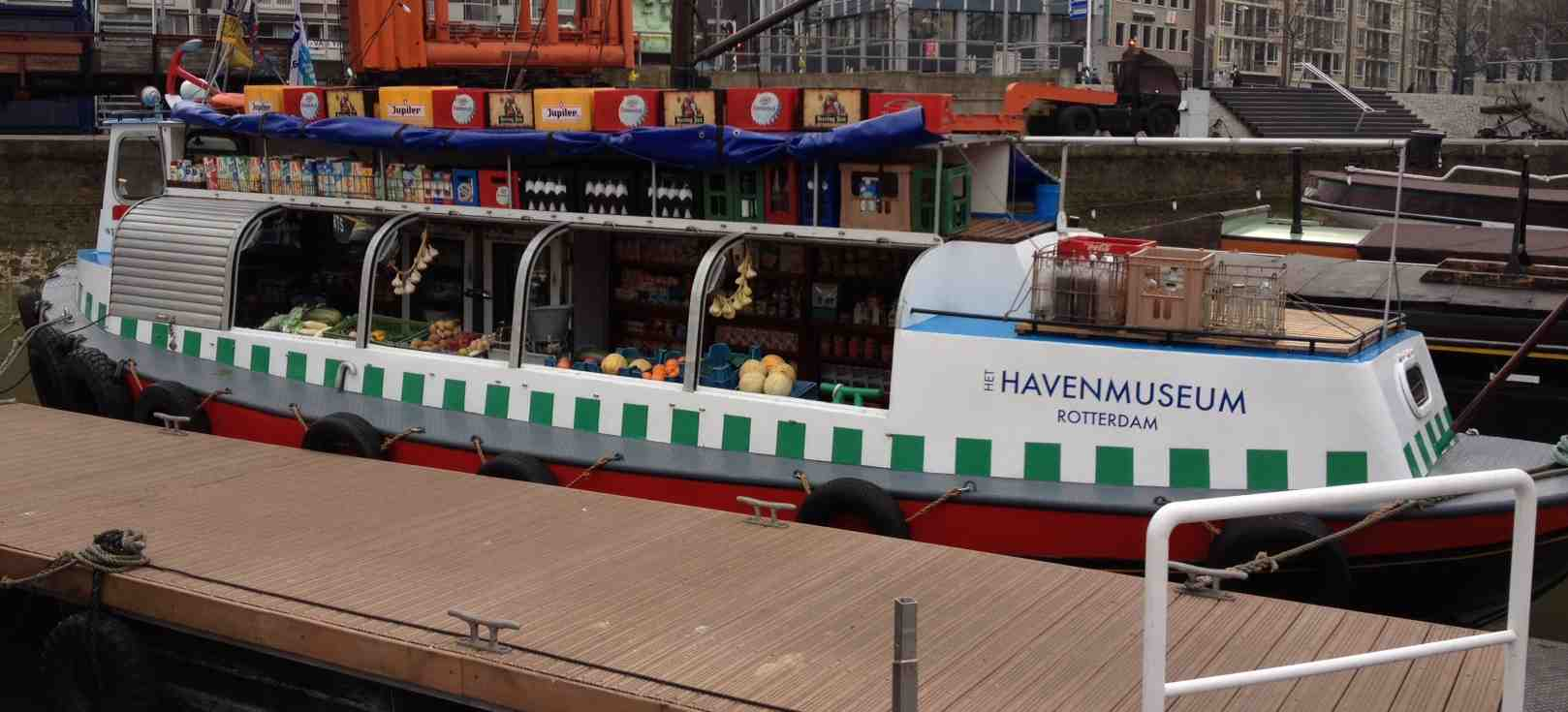
Time is Money im Museumshafen Rotterdam

Ein Proviantboot war ein schwimmender Tante-Emma-Laden zur Versorgung der Binnenschiffer auf den schiffbaren Flüssen und Kanälen. Zuerst waren es noch Ruderboote, später Motorboote. 
Das Gewerbe wurde über Generationen weitergegeben. Die Provianter handelten nicht nur mit Lebensmitteln und Dingen des täglichen Bedarfs, sie lieferten auf Bestellung auch Ersatzteile, Farben und Zubehör für die Schiffe. Ein Proviantboot legte während der Fahrt an dem zu versorgenden Schiff an, so dass man bequem einkaufen konnte.
Nachdem Kühlschränke und Gefriertruhen auch an Bord der Binnenschiffe Einzug gehalten hatten, nahm die Bedeutung der Proviantboote für die Versorgung mit frischen Lebensmitteln ab.  Die letzten Proviantboote fuhren noch Anfang des 21. Jahrhunderts, in den Niederlanden fuhr der letzte Parlevinker (niederländisch für Proviantbootbetreiber), Time is Money, am 29. April 2008. Das letzte Boot auf dem Rhein fuhr bis 2005 in Urmitz.

## Proviantboote am Rhein
An vielen Orten am Rhein waren Proviantboote beheimatet. So in Mannheim, in Kestert zwei Boote, in Sankt Sebastian, in Urmitz, in Urfeld, in Duisburg und in Grieth. Außerdem gab es an verschiedenen Bunkerstationen die Möglichkeit, sich mit Proviant zu versorgen. In Duisburg fuhr in den 1980er Jahren versuchsweise ein Proviantboot mit Tiefkühlkost eines namhaften Herstellers.